# Vaca Serrana de Terol
La vaca Serrana de Terol és una raça vacuna pròpia del sud d'Aragó. La raça procedeix de Bos taurus primigenius, de perfil recte o subconcau en frontal i supranassal, i animals de formes recollides, brevilíneas o escurçades. Durant segles han destacat per la seua rusticitat, adaptant-se a un mitjà difícil, aprofitant escassos recursos pasturables en zones de dura climatologia, sent una aportació essencial per a les tasques agrícoles del camp. La raça Serrana del Maestrat es distribueix principalment, per la comarca de Gúdar-Javalambre, al maestrat aragonès on està adaptada a la seua dura climatologia i orografia i originàriament estava distribuïda per tot el Maestrat, l'aragonés i el valencià. La raça serrana del Maestrat és de capa negra o acastanyada, amb orla de color blanc al voltant del musell. De banyes ben desenvolupades en forma de lira baixa, de color negre en les seues terminacions i sent també negres les seues mucoses i les seues peülles.